# Chic (miesięcznik)
Chic – polski miesięcznik dla kobiet, wydawany przez Mayfly. 
Tytuł Chic jest w sprzedaży na terenie całego kraju (sieci Empik, Kolporter, Ruch, Garmond Press). Średni nakład 22 tys. egzemplarzy. 
Chic to pismo promujące zdrowy tryb życia i aktywność na co dzień. Przedstawia nowe aspekty aktywności fizycznej i dbałości o naturalną urodę. Od niedawna prowadzi także dział Eco-Chic lansujący ekologiczny styl życia. 
Do każdego numeru dołączana jest płyta DVD z zestawem ćwiczeń.